# Memecylon minutiflorum
Memecylon minutiflorum är en tvåhjärtbladig växtart som beskrevs av Friedrich Anton Wilhelm Miquel. Memecylon minutiflorum ingår i släktet Memecylon och familjen Melastomataceae. Inga underarter finns listade i Catalogue of Life.